# NGC 4351
NGC 4351 (również NGC 4354, PGC 40306 lub UGC 7476) – galaktyka spiralna z poprzeczką (SBab/P), znajdująca się w gwiazdozbiorze Panny. Należy do Gromady w Pannie.
Odkrył ją Heinrich Louis d’Arrest 19 maja 1863 roku. 17 kwietnia 1887 roku obserwował ją też Lewis A. Swift, jednak obliczona przez niego pozycja nieco się różniła od tej z obserwacji d’Arresta i w rezultacie uznał, że odkrył nowy obiekt. John Dreyer zestawiając swój katalog nie domyślił się, że astronomowie ci obserwowali ten sam obiekt i skatalogował obserwację d’Arresta jako NGC 4351, a Swifta jako NGC 4354.